# Jean André Amar
Jean André Amar, född 11 maj 1755 och död 21 december 1816, var en fransk revolutionsman.

## Biografi
André blev 1792 medlem av nationalkonventet och gjorde sig snart känd som en fanatisk jakobin, röstade för Ludvig XVI:s avrättning och bidrog i hög grad till girondisternas fall. 1793 sändes han till Grenoble och Lyon och agerade där som kommissarie med stor våldsamhet. Som medlem av välfärdsutskottet gjorde han genom sina anklagelser att många fördes till giljotinen. Från april 1794 var han nationalkonventets president. Amar anslöt sig snart till Robespierres fiender och bidrog i hög grad till att denne störtades. Under direktoriet var han anhängare till François-Noël Babeuf, och fänglsades vid dennes fall, men frikändes och levde därefter i obemärkthet i Paris.